# Ото Кернберг
Ото Кернберг е американски психоаналитик от австрийски произход.

## Биография
Роден е на 10 септември 1928 година във Виена, Австрия. След Аншлуса с Германия през 1939 г., Ото Кернберг със своето семейство от еврейски произход напуска Австрия заради престъпленията на нацисткия режим и емигрира в Чили. Там той първоначално следва биология и медицина, а впоследствие психиатрия и психоанализа при чилийското психоаналитично дружество.
През 1959 г. посещава САЩ и с помощта на стипендия се занимава с психотерапевтични изследвания в болницата „Джонс Хопкинс“ в Балтимор. През 1961 г. емигрира в САЩ и по-късно става директор на болница C. F. Menninger Memorial. Той става супервайзер и аналитик по образованието на Института по психоанализа „Топека“ и директор на психотерапевтичния изследователски проект на Фондация Менингер. През 1973 г. става директор на клиничното отделение на Института по психиатрия в щата Ню Йорк, 1974 г. става професор по клинична психиатрия в отделението за медицина и хирургия в Колумбийския университет и през 1976 г. е назначен на поста професор по психиатрия в университет Корнел и за директор на института по разстройство на личността на болница „Пени Уитни“.
Кернберг посещава почти всяка една страна, която се занимава с психоанализа, работи като ректор и публикува обширни текстове на особени теми като нарцисизъм, връзки между обектите и разстройство на личността.
Кернберг е женен за Паулина Кернберг (починала 2006), бивш детски психоаналитик. Тя е работила в университета Корнел и в центъра за психоанализа на Колумбийския университет.

## Членство
- 1995 – 2001 Президент на Международната психоаналитична асоциация